# Qirjako Mihali
Qirjako Mihali (ur. 13 maja 1929 w Korczy, zm. 7 kwietnia 2009 w Mediolanie) – wicepremier Albanii w latach 1977–1982 i 1984–1987, minister finansów Albanii w latach 1982–1984, dyrektor Banku Albanii w latach 1989–1990. Deputowany do Zgromadzenia Ludowego i członkek biura politycznego Albańskiej Partii Pracy.

## Życiorys
W latach 1967–1975 był dyrektorem fabryki azotu Azotik w Fierze.
W latach 1977–1982 i 1984–1987 był wicepremierem Albanii; podczas dwuletniej przerwy na tym stanowisku pełnił funkcję ministra finansów. Od marca 1989 do grudnia 1990 był dyrektorem Banku Albanii.
W 1993 roku, wraz z dziewięcioma innymi urzędnikami, został aresztowany z powodu przywłaszczania finansów publicznych; został za to skazany na 8 lat pozbawienia wolności, karę odbywał w Tepelenie. W związku z wejściem w życie zmian w albańskim kodeksie karnym, Mihali został zwolniony z więzienia już dnia 1 czerwca 1994 roku.
W 1996 roku został oskarżony o zbrodnie przeciwko ludzkości, następnie skazany na 17 lat pozbawienia wolności.